# Continuous data protection
Безпере́рвний за́хист да́них ( англ. Continuous data protection (CDP ) ) - створення резервних копій даних комп'ютера за допомогою автоматичного збереження копії після кожної зміни даних. Це дозволяє користувачеві , або адміністратору , відновити дані в будь-який момент .
CDP це сервіс , що відслідковує зміни даних у різних локаціях сховища. Є кілька методів для відстеження безперервної зміни , пов'язані з різними технологіями , які обслуговують різні потреби. Рішення на базі CDP покликані забезпечити гарну гранулярність відновлюваних об'єктів , будь то стійкі до краху образи , або логічні об'єкти ( файли , поштові скриньки , повідомлення, бази даних і логи ) .

## Відмінності від звичайного резервного копіювання
Традиційні резервні копії можуть відновити дані лише на той момент, на який була зроблена резервна копія. З безперервним захистом даних не потрібно вказувати момент часу, який ви хотіли б відновити, не існує розкладу створення резервних копій. Коли дані записуються на диск, вони також асинхронно записуються в іншій точці, зазвичай для цього служить інший комп'ютер поверх мережі. Це вносить певне навантаження на операції  диска, але усуває необхідність розкладу створення резервних копій.

## Безперервне копіювання проти майже безперервного
Існує дискусія в галузі, чи треба копіювати «кожен запис», щоб бути CDP , або рішення, яке захоплює дані кожні кілька секунд є досить хорошим. Останні іноді називають майже безперервним резервним копіюванням. Storage Networking Industry Association (SNIA) використовує визначення, в якому зберігається  «кожен запис».

## Відмінності відRAID/дзеркалювання /реплікації
CDP відрізняється від захисту даних шляхом використання надлишкового масиву жорстких дисків, реплікації, або дзеркалювання тим, що останні зберігають лише останню копію даних. Якщо дані пошкоджуються так, що негайно виявити це неможливо, то ці технології збережуть пошкоджені дані.
CDP дозволяє запобігти такому розвитку подій завдяки можливості відновити попередню, неушкоджену версію даних. Операції, які відбулися між пошкодженням даних та їх відновленням будуть, однак, загублені. Вони можуть бути відновлені за допомогою інших засобів, таких, як протоколювання.

## Обсяг резервного копіювання
У деяких ситуаціях CDP вимагає менше місця на носії (зазвичай диску) в порівнянні з традиційними операціями резервного копіювання. Більшість реалізацій CDP зберігають зміни на блоковому, а не файловому рівні. Це означає, що, якщо змінити один байт файлу об'ємом 100 Гб, то створиться резервна копія лише одного байта (блоку). Традиційне покрокове і диференціальне резервне копіювання проводить копіювання всього файлу.